# Schems-el-Nihar
Schems-el-Nihar är en episk dikt av Carl Jonas Love Almqvist. Den ingår i band I av den så kallade imperialoktavupplagan av Törnrosens bok, vilket utkom 1839. Förutom de fyra sånger som utgör själva eposet ingår en inledning lagd i Richard Furumos mun, samt förklarande noter. Schems el-Nihar utspelar sig inledningsvis i Nubien men merparten är förlagd i trakterna kring Gondar i Etiopien. Versmåttet är det sällsynta trokaisk pentameter, med inslag av fri vers. Namnet på huvudpersonen, som också givit verket dess titel förklaras betyda ”Flodens Sol”.